# The Slim Shady EP
Eminemov prvi EP, ki je odigral pomembno vlogo v njegovi karieri.

## Seznam pesmi
| #  | Naslov                                                | Producenti         | Vzorci                                           | Dolžina |
| -- | ----------------------------------------------------- | ------------------ | ------------------------------------------------ | ------- |
| 1  | "Intro" (Slim Shady)                                  | Eminem             |                                                  | 1:08    |
| 2  | "Low Down, Dirty"                                     | Mr. Porter, Kuniva | - "One More Chance" (Remix) by Notorious B.I.G.  | 4:44    |
| 3  | "If I Had"                                            | DJ Rec             |                                                  | 4:07    |
| 4  | "Just Don't Give a Fuck"                              | Mr. Porter         | - "I Don't Give a Fuck" by 2Pac                  | 4:01    |
| 5  | "Mommy" (skit)                                        |                    |                                                  | 0:36    |
| 6  | "Just the Two of Us"                                  | DJ Head            | - "Just the Two of Us" by Grover Washington, Jr. | 4:20    |
| 7  | "No One's Iller" (feat. Swifty, Bizarre, Fuzz Scoota) | DJ Head            | - "Wildflower" by Hank Crawford                  | 4:59    |
| 8  | "Murder, Murder"                                      | DJ Rec             | - "SlaughtaHouse" by Masta Ace                   | 4:41    |
| 9  | "If I Had..." (Radio Edit)                            | DJ Rec             |                                                  | 4:03    |
| 10 | "Just Don't Give a Fuck" (Radio Edit)                 | Mr. Porter         |                                                  | 4:04    |